# 현대 ix25
현대 ix25(Hyundai ix25)는 현대자동차의 소형 SUV이다.

## 1세대(GS)

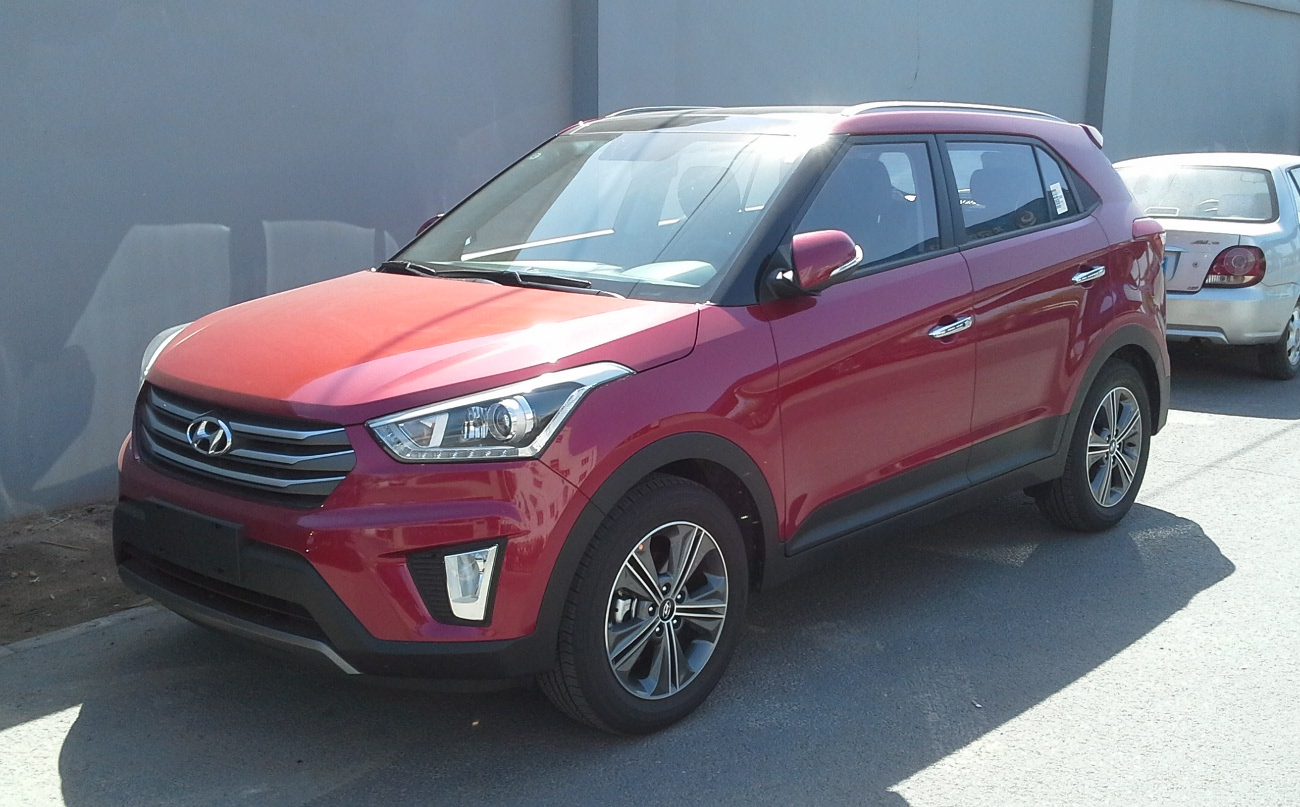
현대 ix25 정측면

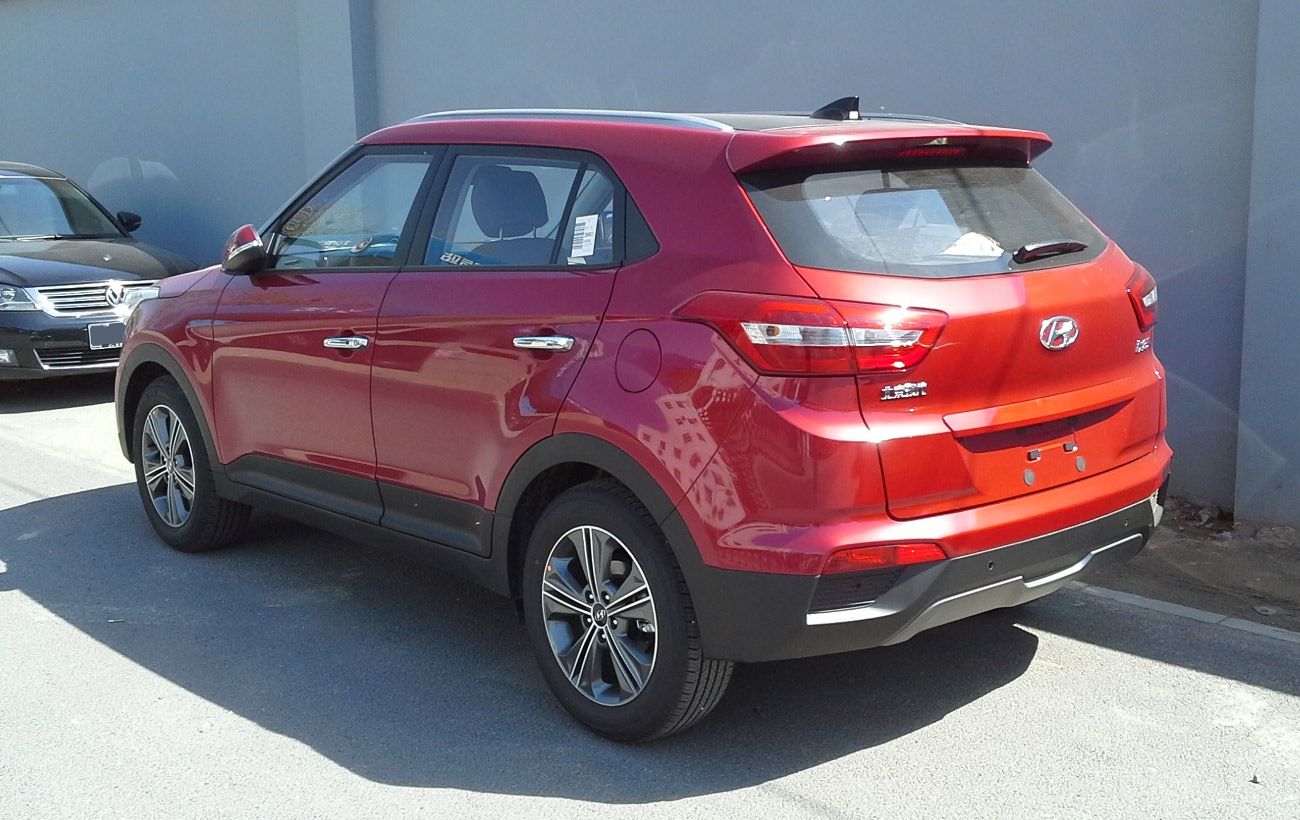
현대 ix25 후측면

2014년 4월에 개최된 베이징 모터쇼에 쇼 카가 처음 선보였고, 같은 해 10월에 미스트라에 이은 두 번째 중국 전략 차종으로 출시되었다. 중국 외에 2015년 7월부터 인도를 비롯하여 러시아와 남아메리카 등에서도 판매가 이루어지고 있으며, 차명은 크레타이다. 차체 33%에 초고장력 강판이 적용되었고, 저중심 설계를 통해 주행 안정성을 높였다. 1.4ℓ 가솔린 엔진 (전륜구동)과 1.6ℓ 가솔린 엔진 (전륜구동), 1.6ℓ 디젤 엔진 (전륜구동), 2.0ℓ 가솔린 엔진 (전륜구동, 4륜구동)이 장착된다. 2019년 이후 대부분의 국가에서 2세대 모델로 대체되었으나, 브라질 시장에서는 1세대 모델을 저가 모델로 재편 후 2세대와 같이 판매하고 있다.

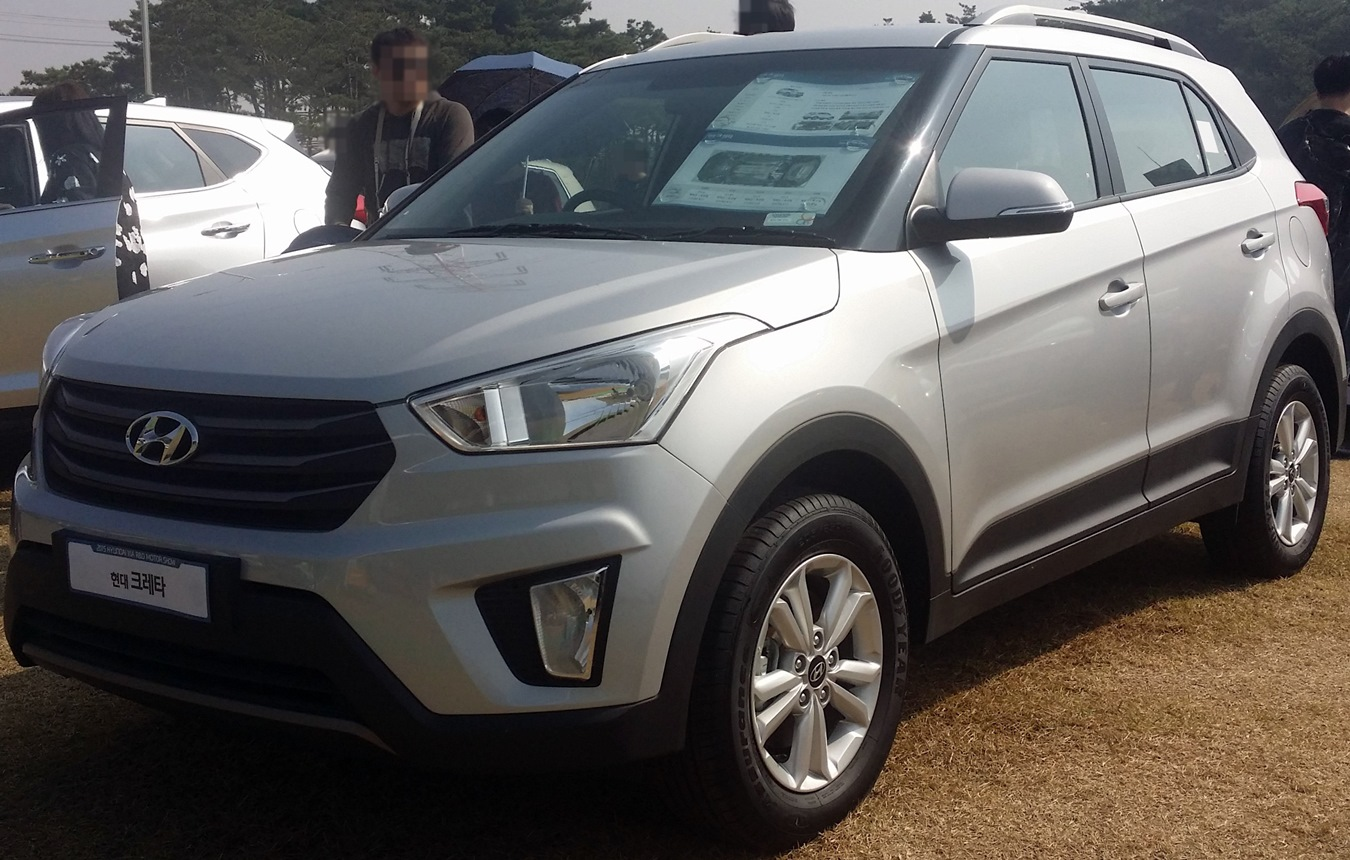
현대 크레타 정측면
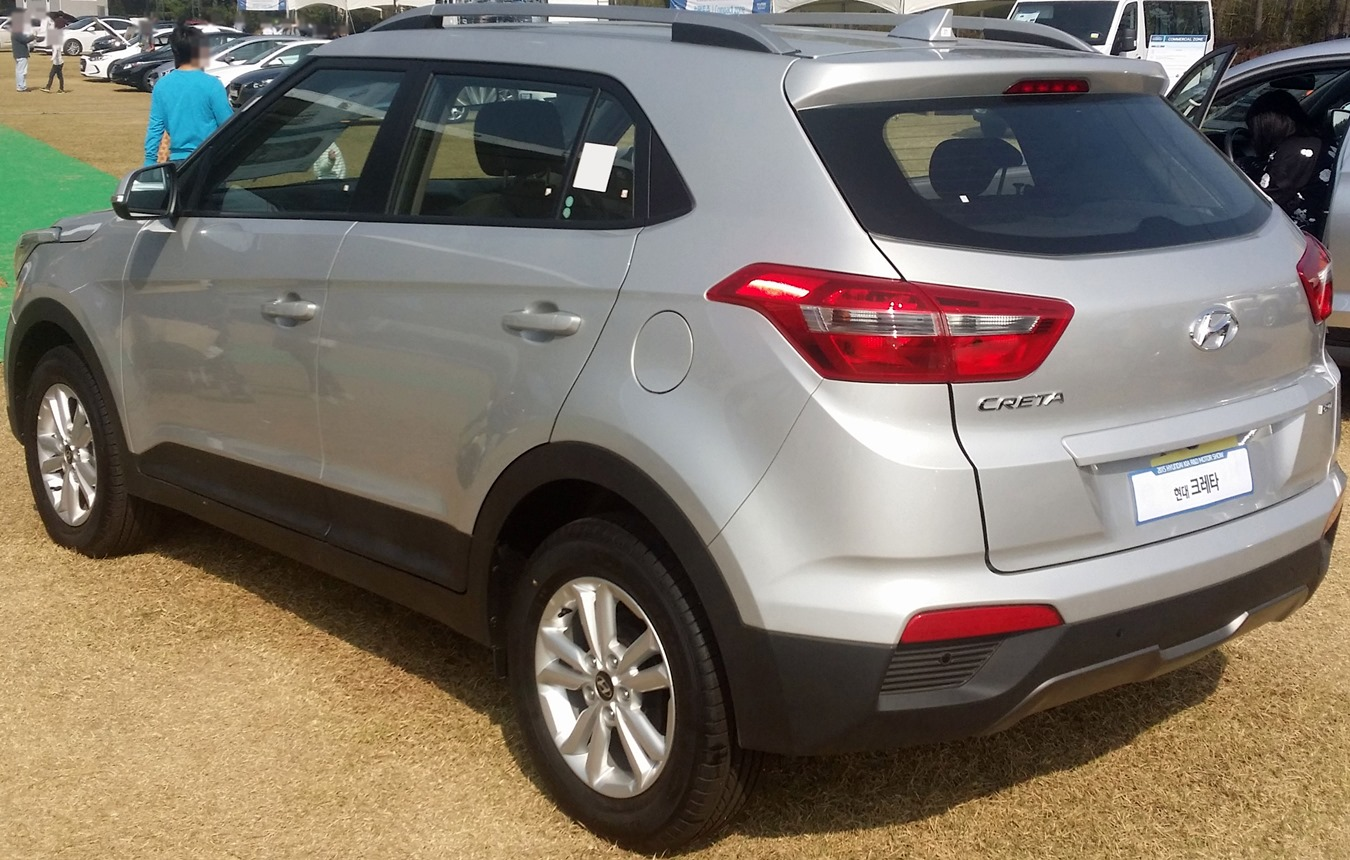
현대 크레타 후측면
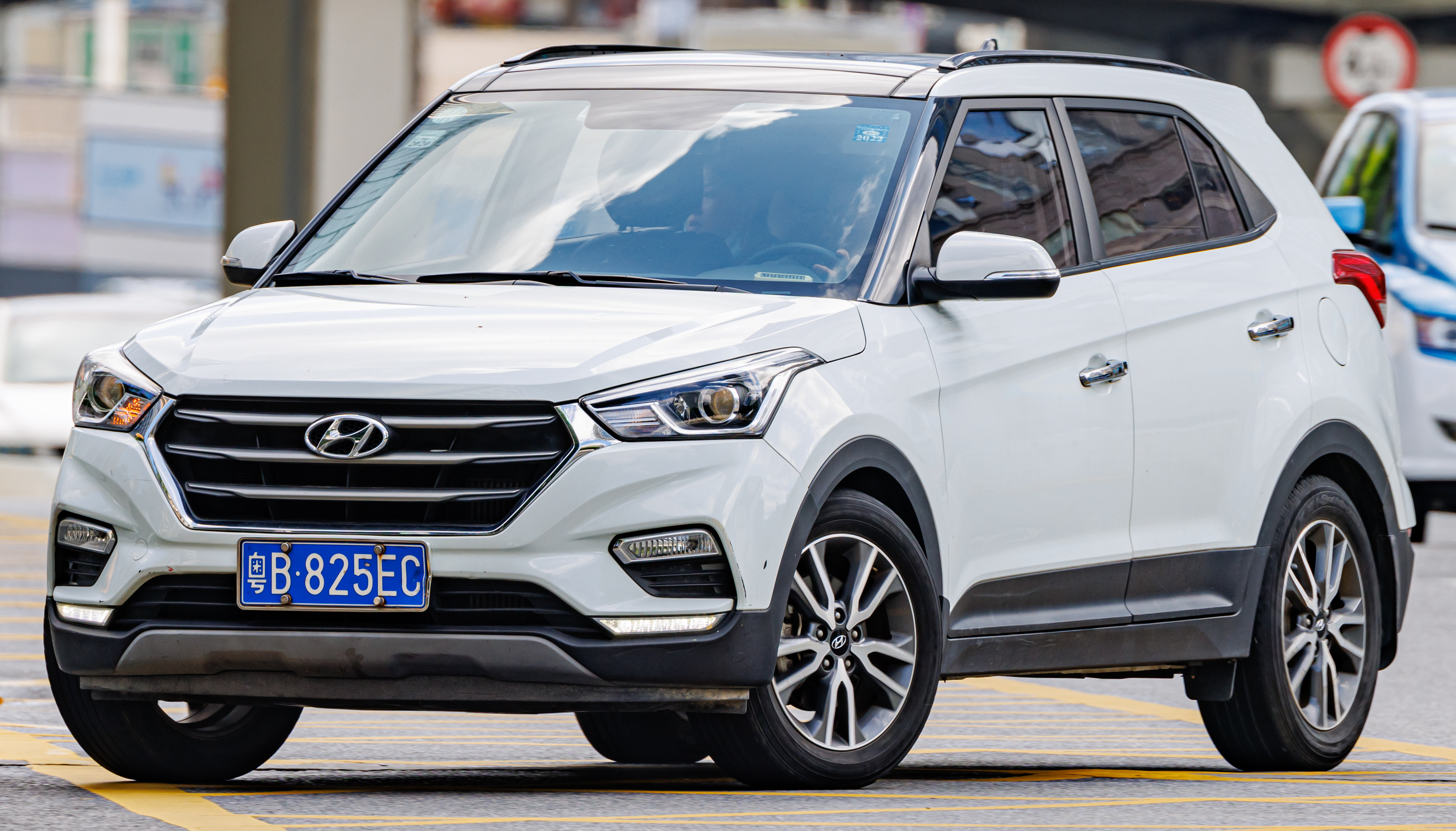
현대 ix25 2019년 중국 사양 개량형

## 2세대(SU2/SU2i)

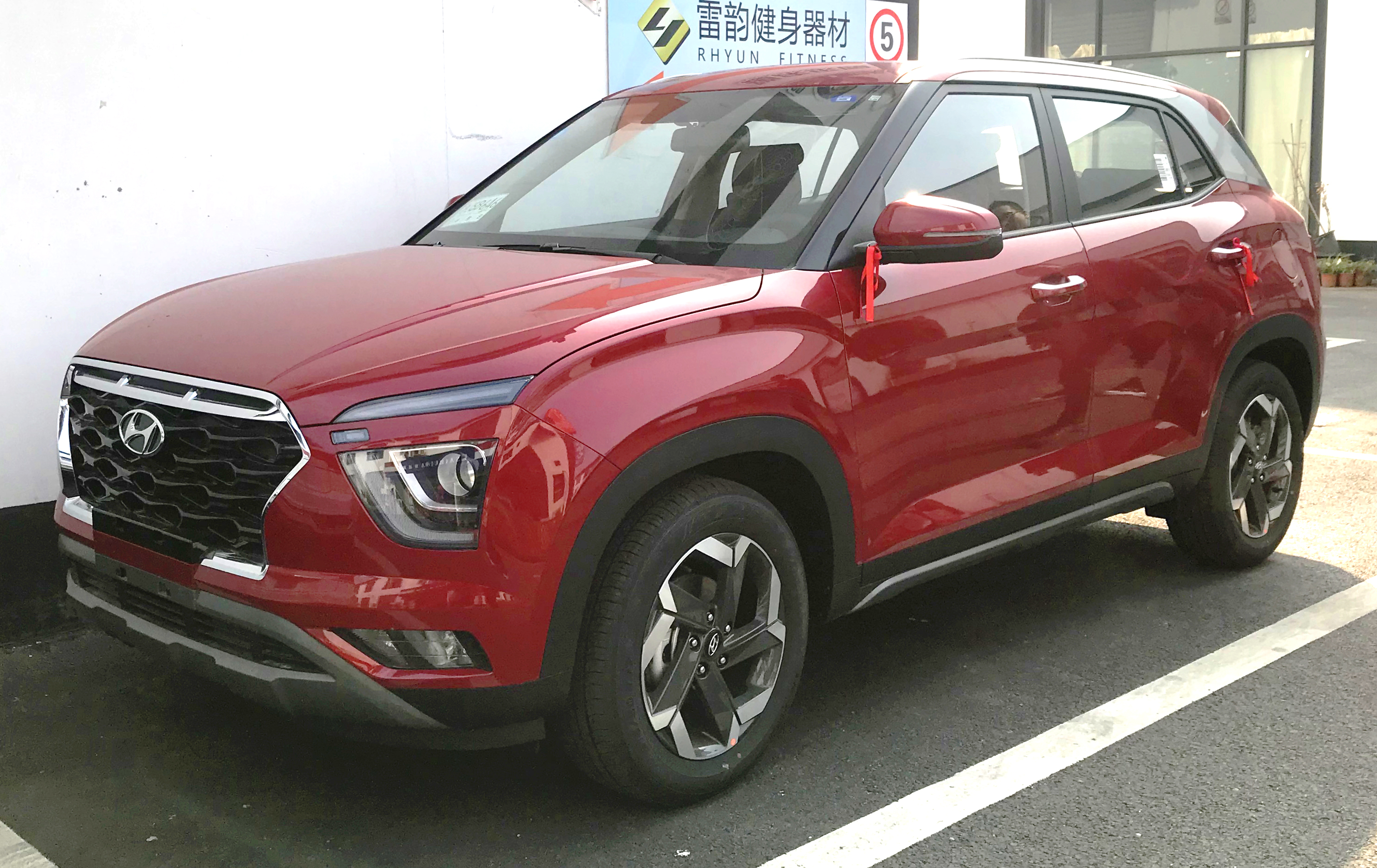
현대 ix25 정측면

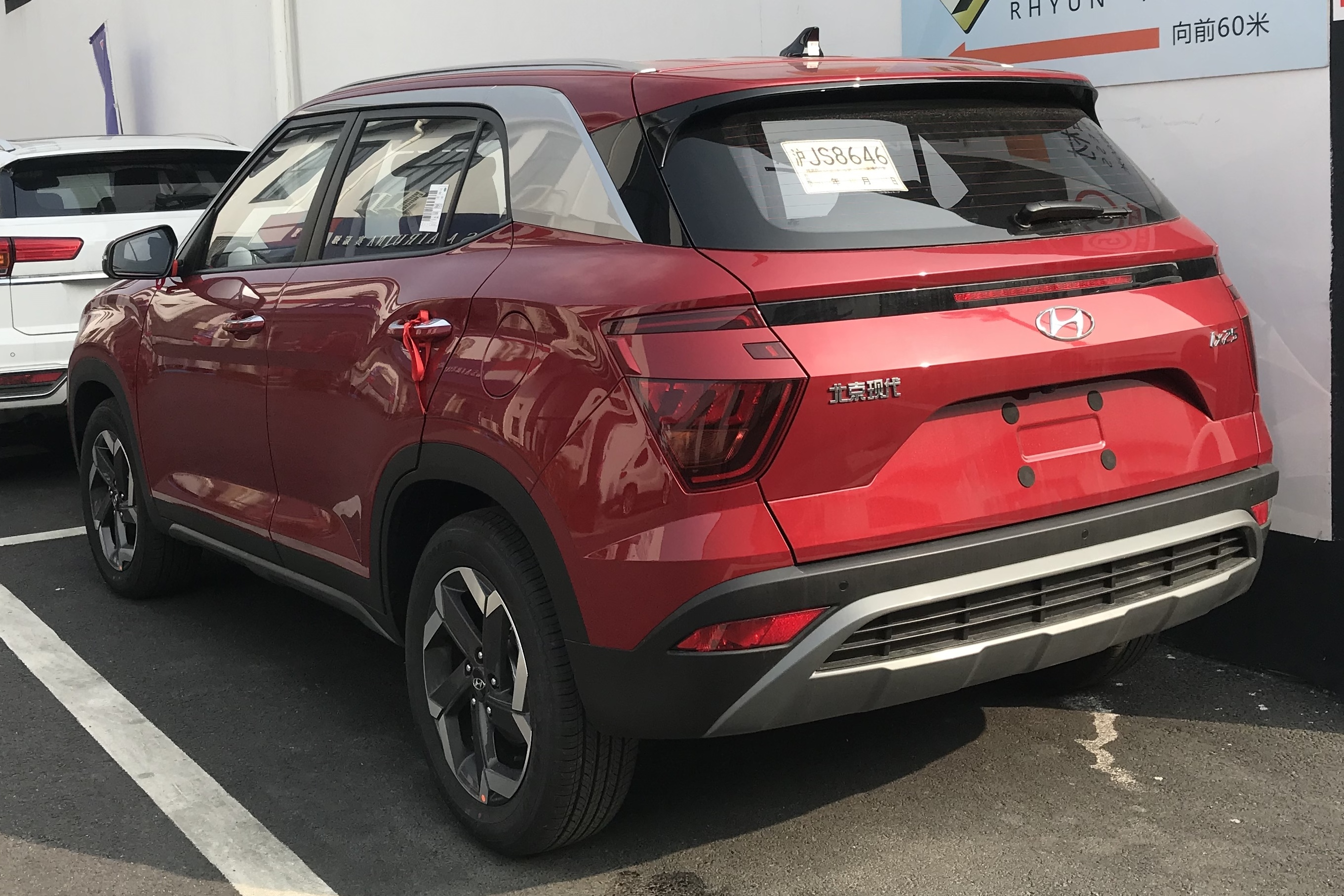
현대 ix25 후측면

2019년 4월 베이징 모터쇼에서 최초 공개되었고 8월에 중국에서 판매에 돌입하였다. 현대자동차 SUV의 새로운 패밀리룩을 적용하였으며, 기아 셀토스와 플랫폼을 공유한다. 2020년 2월에는 인도의 오토 엑스포에도 공개되었으며, 중국 시장용 모델과는 생김새가 다소 다르다. 2021년에는 브라질과 러시아 시장용이 공개되었으며, 독자적인 외형을 하고 있다. 동년에는 인도네시아 시장용이 공개되었으며, 투싼을 연상시키는 디자인이 적용되었다. 2023년에는 인도시장용 모델의 페이스리프트 모델이 공개되었다.

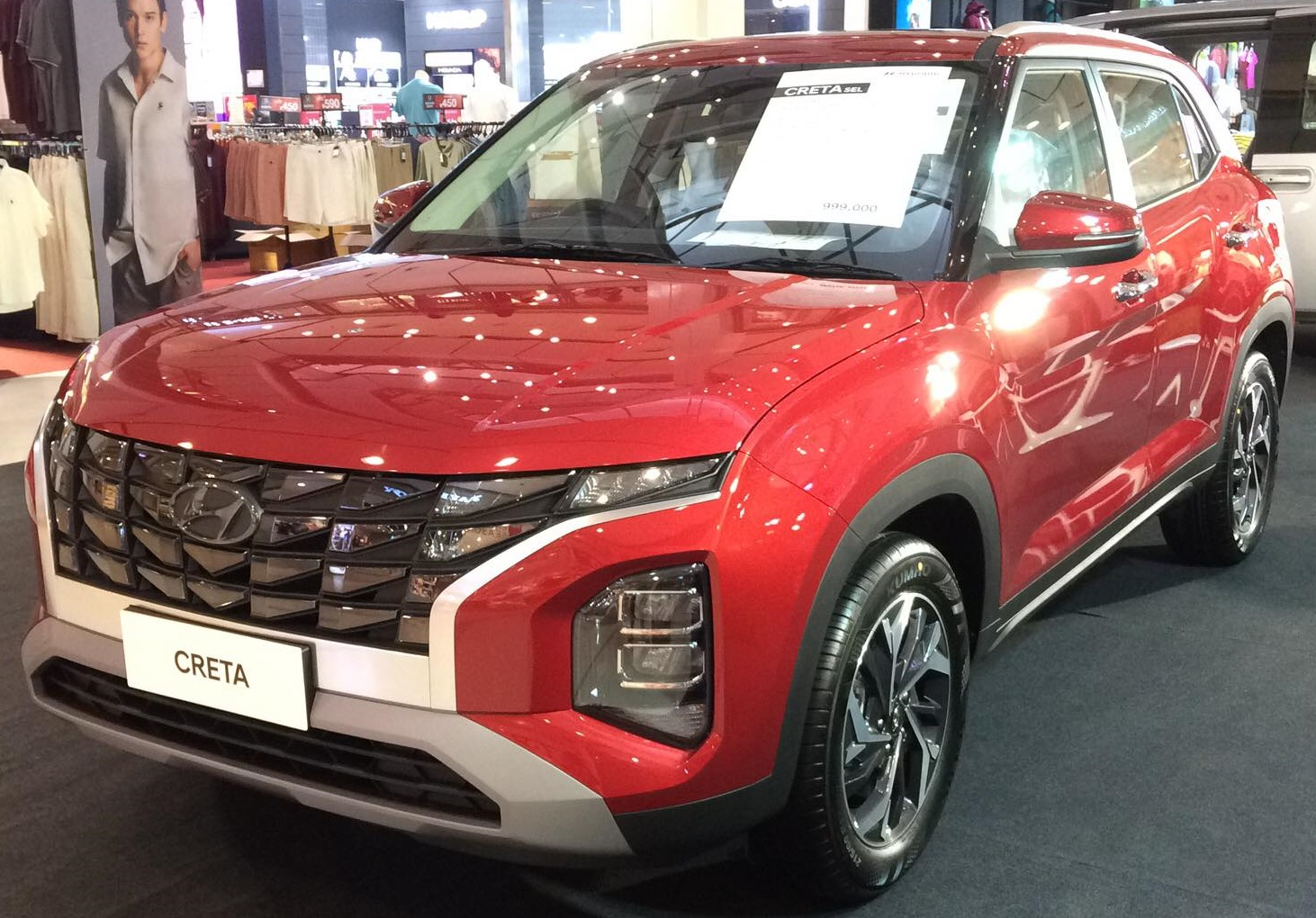
현대 크레타 정측면
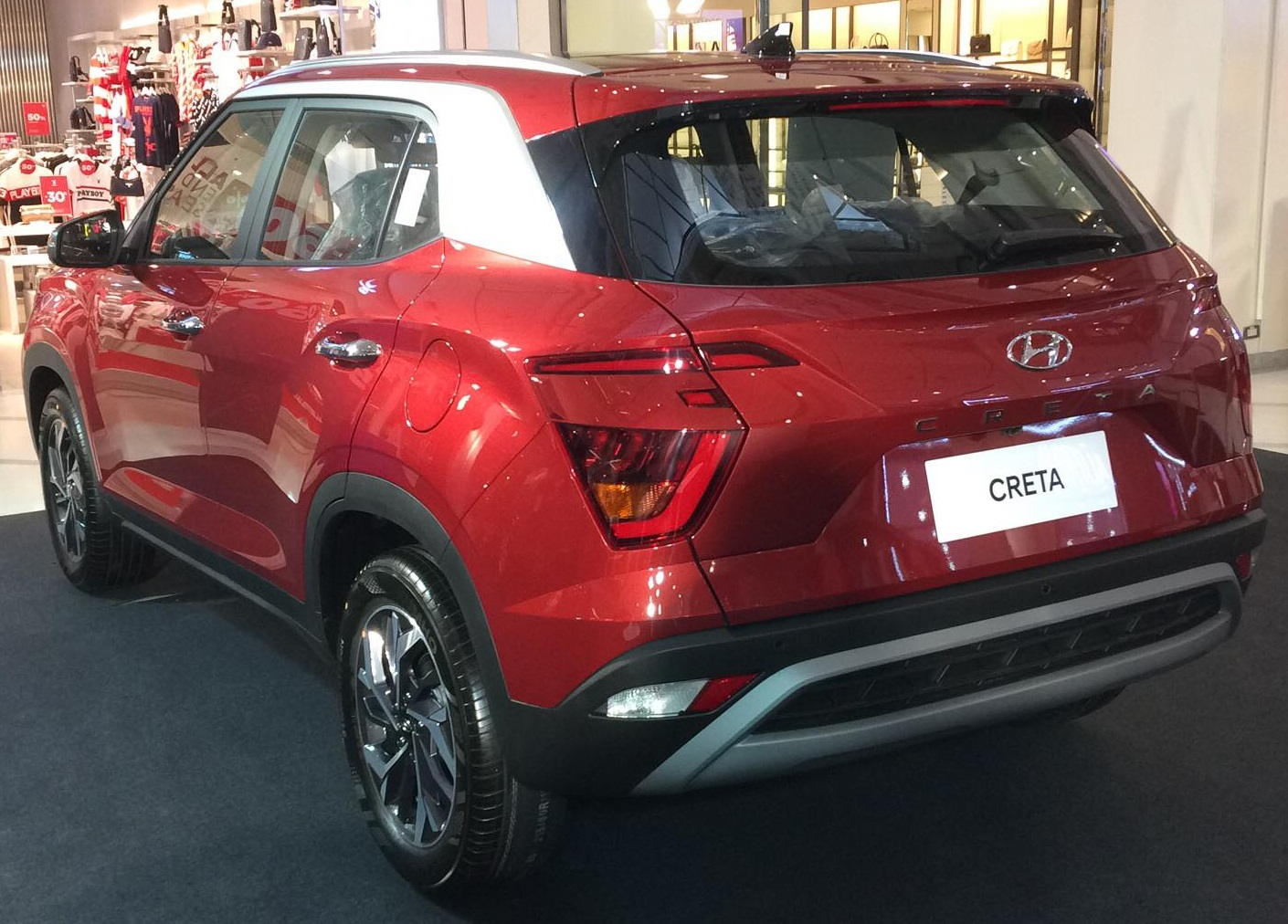
현대 크레타 후측면

## 경쟁 차종
- 기아자동차 - 니로, 쏘울, 스토닉
- 쉐보레 - 트랙스
- 쌍용자동차 - 티볼리
- 르노삼성자동차 - QM3
- 오펠 - 모카, 크로스랜드 X
- 뷰익 - 앙코르
- 폭스바겐 - 티크로스, 티록
- 세아트 - 아로나
- 스코다 - 예티
- 지프 - 레니게이드
- 포드 - 에코스포츠
- 시트로엥 - C3 에어크로스, C4 칵투스
- 푸조 - 2008
- 르노 - 캡쳐
- 닛산 - 쥬크
- 혼다 - HR-V
- 피아트 - 500X
- 마쓰다 - CX-3, CX-4
- 토요타 - C-HR, 러쉬